# Zhmerynka
Zhmerynka (em ucraniano:  Жмеринка [ˈʒmɛrɪnkɐ]; em russo:  Жмеринка, transl. Zhmerinka; em polonês/polaco:  Żmerynka; em iídiche:  זשמערינקאַ; em romeno:  Șmerinca) é uma cidade da Ucrânia, situada no Oblast de Vinnytsia. Tem 18,26 km² de área e sua população em 2020 foi estimada em 34.353 habitantes.